# Batzarre
Batzarre ("Assemblea" o "Junta" en euskera) és un grup polític d'esquerres que té el seu àmbit d'actuació a Navarra. Té les seves arrels fundacionals en els grups Euskadiko Mugimendu Comunista (EMK) - Moviment Comunista d'Espanya (MCE) i Liga Komunista Iraultzailea (LKI) - Lliga Comunista Revolucionària (LCR) que van ser dues escissions d'ETA. A la Comunitat Autònoma Basca s'anomena Zutik.
Batzarre té les característiques d'un partit polític clàssic, si bé la seva presència a Navarra és purament testimonial. Reconeix el dret a l'autodeterminació del conjunt de pobles que conformen Euskal Herria respecte a l'Estat Espanyol i l'Estat Francès.
Proclama mantenir una actitud integradora en el conflicte de les diverses identitats navarreses des d'una perspectiva basca d'esquerres. L'any 1999 es va integrar a Euskal Herritarrok, formació que abandonà poc després en desacord amb la línia política seguida per aquesta coalició arran de la ruptura de la treva d'ETA, i des de l'any 2004 forma part de la coalició Nafarroa Bai.